# 多边条约
多边条约是指缔约方为三个或更多主权国家的条约。每一缔约方对其他所有的缔约方承担同样的义务，但声明保留的除外。多边条约的例子包括《難民地位公約》、《聯合國海洋法公約》、《日内瓦公约》和《国际刑事法院罗马规约》。

## 參閲
- 減少無國籍狀態公約（英语：Convention on the Reduction of Statelessness）